# 2003 HO57
2003 HO57, também escrito como 2003 HO57, é um objeto transnetuniano que está localizado no Cinturão de Kuiper, uma região do Sistema Solar. Este corpo celeste é classificado como um provável cubewano. Ele possui uma magnitude absoluta de 8,0 e tem um diâmetro estimado com 111 km.

## Descoberta
2003 HO57 foi descoberto no dia 26 de abril de 2003.

## Órbita
A órbita de 2003 HO57 tem uma excentricidade de 0,066 e possui um semieixo maior de 44,404 UA. O seu periélio leva o mesmo a uma distância de 39,956 UA em relação ao Sol e seu afélio a 50,486 UA.